# Pithecellobium obliquifoliolatum
Pithecellobium obliquifoliolatum là một loài thực vật có hoa trong họ Đậu. Loài này được (De Wild.) Aubrév. miêu tả khoa học đầu tiên năm 1950.